# Municipio de Lake (condado de Humboldt)
El municipio de Lake (en inglés: Lake Township) es un municipio ubicado en el condado de Humboldt en el estado estadounidense de Iowa. En el año 2010 tenía una población de 228 habitantes y una densidad poblacional de 2,4 personas por km².

## Geografía
El municipio de Lake se encuentra ubicado en las coordenadas 42°46′32″N 94°1′51″O / 42.77556, -94.03083. Según la Oficina del Censo de los Estados Unidos, el municipio tiene una superficie total de 95.01 km², de la cual 95,01 km² corresponden a tierra firme y (0 %) 0 km² es agua.

## Demografía
Según el censo de 2010, había 228 personas residiendo en el municipio de Lake. La densidad de población era de 2,4 hab./km². De los 228 habitantes, el municipio de Lake estaba compuesto por el 97,81 % blancos, el 0,44 % eran asiáticos y el 1,75 % eran de una mezcla de razas. Del total de la población el 0,44 % eran hispanos o latinos de cualquier raza.